# Pleurothallis millei
Pleurothallis millei är en orkidéart som beskrevs av Rudolf Schlechter. Pleurothallis millei ingår i släktet Pleurothallis och familjen orkidéer.
Artens utbredningsområde är Ecuador. Inga underarter finns listade i Catalogue of Life.